# Melinda io
Melinda io är en tvåvingeart som först beskrevs av Hiromu Kurahashi 1965.  Melinda io ingår i släktet Melinda och familjen spyflugor. Inga underarter finns listade i Catalogue of Life.